# SN 1965L
SN 1965L – supernowa typu II-P odkryta 25 września 1965 roku w galaktyce NGC 3631. W momencie odkrycia miała maksymalną jasność 16,00m.